# アバドン

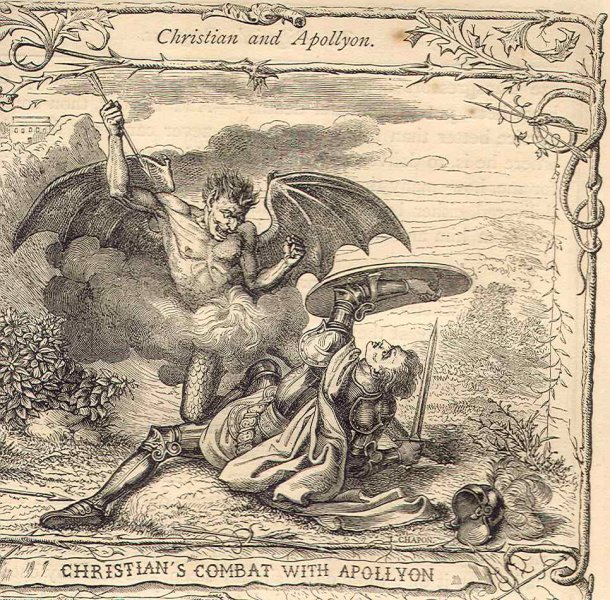
アバドン（上）と戦うクリスチャン ジョン・バニヤン作 天路歴程より.

アバドン（Abaddon）とは、『ヨハネの黙示録』に登場する奈落の王で、ヘブライ語で「破壊の場」「滅ぼす者」「奈落の底」を意味する。日本語では「アバドーン」とも表記される。

## 概要
5番目の天使がラッパを吹く時に、「馬に似て金の冠をかぶり、翼と蠍の尾を持つ」姿で蝗の群れを率いる天使として現れ、人々に死さえ許されない5ヶ月間の苦しみを与えるという。蝗害が神格化されたものだと考えられている。
また奈落の主とも言われ、奈落の鍵を管理していて、千年の間サタンを閉じ込めていた。
キリスト教などでは堕天使の一人とされ、ルシファーと同一視されることもある。
一般的には悪魔としてのイメージが強くサタン、サマエルと同一視されることもある。また悪魔の支配階級としてではなく、底無しの穴、深淵などの同義語として使用されることもある。
ギリシア語では「破壊者」を意味するアポリュオン（Apollyon）、アポリオン（Apollion）、アポルオン（Apollon）と呼ばれており、一説ではギリシア神話におけるアポローン（Apollon）が自ら打ち倒したピュートーンと同一視されることによって零落した姿とも言われている。